# Ambosspolka

Partitur

Die Ambosspolka ist ein ursprünglich instrumentales volkstümliches Musikstück des preußischen Armeemusikdirektors Albert Parlow aus dem Jahr 1864, das nach seinen eigenen Angaben „eher aus Zufall“ entstand. Charakteristisch ist der Einsatz des Amboss als Soloinstrument. Parlow ließ sich dabei von Richard Wagners Oper Rheingold von 1853 inspirieren. Später schrieben mehrere Autoren Texte zum Werk. Zu den bekanntesten dürfte der von Werner Raschek (1924–2024) zählen: „Wenn wir froh mit Pferd und Wagen durch die schöne Landschaft traben ...“.
Die Ambosspolka gehört bis heute zu den bekanntesten Werken der volkstümlichen Musik. Sie wurde vielfach arrangiert und von zahlreichen Interpreten als Coverversion eingespielt, darunter Ernst Mosch, James Last, die Fischerchöre, der Tölzer Knabenchor, Stefan Mross,  André Rieu und Die Alpenrammler.